# Тсонга (язык)
Тсо́нга (самоназвание — Xitsonga), или шангаа́н, — язык бенуэ-конголезской языковой семьи бантоидной ветви группы банту, на котором говорит народ тсонга, распространённый вдоль берега Индийского океана: на востоке Южно-Африканской Республики, на юге Мозамбика, на юго-востоке Зимбабве, а также в Эсватини.
Он является третьим по распространённости языком банту в ЮАР после зулу и сесото. В тсонга выделяется шесть диалектов, немного отличающихся друг от друга грамматически и лексически.

## Классификация
Язык тсонга относится к бенуэ-конголезской языковой семьи бантоидной ветви группы банту. Он принадлежит к зоне S по классификации Гасри, в рамках которой, согласно К. М. Доку, образует тесное единство с языками тсва и ронга. Зона S соответствует подгруппе южных языков банту, в которую также входят языки зулу и сесото. Между этими тремя языками есть некоторая схожесть, позволяющая причислять тсонга к этой группе, а именно: частое использование латеральных согласных dl, tl, hl, деление существительных на именные классы, образование местного падежа при помощи суффиксов и др. Между этими языками есть, конечно, и различия. Например, тсонга отличается набором щёлкающих согласных: там отсутствует постальвеолярный щёлкающий согласный ([ǃ]), который присутствует в сесото и зулу, а также боковой щёлкающий согласный ([ǁ]), присутствующий в зулу.
Существует мнение, что тсонга следует относить к группе нгуни.

## Лингвогеография и современное положение

### Ареал и численность
Язык тсонга распространён в ЮАР — в провинциях Лимпопо, Гаутенг и Мпумаланга; он является одним из официальных языков этой страны. На нём также говорят в Мозамбике, Эсватини и Зимбабве. По данным Ethnologue, в 2015 году всего в мире было 4 009 000 носителей этого языка. Большинство носителей тсонга владеют несколькими языками. В ЮАР среди таких языков английский, африкаанс, свати, тсвана и другие.
По переписи населения ЮАР 2011 года, в стране жило 2 277 148 носителей языка. В Лимпопо на тсонга говорит 906 325 человек, в Гаутенге — 796 511, в Мпумаланга — 416 746. В остальных провинциях язык распространён не так широко: количество носителей колеблется от одной до девяти тысяч. Общий процент говорящих на тсонга в ЮАР составляет 4,5 % от всего населения. В Лимпопо 17 % населения провинции говорит на нём. В Мпумаланга это число равняется 10,4 %, в Гаутенге — 6,6 %. Во всех остальных провинциях процент говорящих на тсонга, в среднем, составляет 0,1 %; исключением является Северо-Западная провинция — 3,7 %. Количество говорящих на тсонга растёт: в 2006 году в ЮАР 1 992 207 человек говорили на языке, а в 1996 — 1 756 105.
По оценке Ethnologue, в 2006 году в Мозамбике 1 710 000 человек говорили на тсонга — в провинциях Мапуту и Газа. В 1993 году в Эсватини было примерно 19 000 носителей тсонга.
В ЮАР первостепенными языками в государстве являются английский и африкаанс. Африкаанс используется в армии и государственных учреждениях, а на английском преподают в средней и старшей школе. До пятого класса преподают на региональных языках, в том числе и на тсонга. В Мозамбике коренные языки используются чаще, например в политике. В 2003 году африканские языки были добавлены в программу школьного образования Мозамбика.
Различается несколько диалектов языка тсонга, между которыми существуют фонетические различия. Например, в южных диалектах, буква r произносится более палатально, а в диалекте города Мапуту она произносится более дентально; взрывная b на юге становится лабиальным фрикативным v, а на севере — полугласным w.

## Письменность
Письменность языка тсонга — на основе латинского алфавита.
| Графема | Фонема (МФА) |
| ------- | ------------ |
| A a     | [a]          |
| B b     | [b]          |
| Bv bv   | [v]          |
| C c     | [tʃ]         |
| Ch ch   | [tʃʰ]        |
| D d     | [d]          |
| E e     | [e]          |
| F f     | [f]          |
| G g     | [g]          |
| H h     | [h]~[ɦ]      |
| Hl hl   | [ɬ]          |
| I i     | [i]          |
| J j     | [d͡ʒ]~[ɟ]     |
| K k     | [k]          |
| Kh kh   | [kʰ]         |
| Kw kw   | [kʷ]         |
| L l     | [l]          |
| M m     | [m]          |
| Mh mh   | [mʱ]         |
| N n     | [n]          |
| Ng ng   | [ŋ]          |
| Nh nh   | [nʱ]         |
| O o     | [o]          |
| P p     | [p]          |
| Ph ph   | [pʰ]         |
| Q q     | [ǃ]          |
| R r     | [r]          |
| Rh rh   | [rʰ]         |
| S s     | [s]          |
| Sh sh   | [ʃ]          |
| Sw sw   | [sʷ]         |
| T t     | [t]          |
| Th th   | [tʰ]         |
| U u     | [u]          |
| V v     | [β]          |
| Vh vh   | [v]          |
| W w     | [w]          |
| X x     | [ʃ]          |
| X x     | [ǁ]          |
| Y y     | [j]          |
| Z z     | [z]          |
| Zh zh   | [ʒ]          |

Иногда буква n означает назализацию предыдущей гласной.

## История
В конце XIX — начале XX веков язык тсонга изучался швейцарским миссионером Анри Александром Жюно. Он пришёл к выводу, что язык использовался и развивался на территории современного Мозамбика ещё в XIV веке:

В заключение я хотел бы сказать, что язык тсонга уже использовался первобытными жителями страны более 500 лет назад, и что вместе с определённым числом обычаев он образовал большую связь, которая объединила кланы тсонга в предыдущие века.Оригинальный текст (англ.)My conclusion is then that the Thonga language was already-spoken by the primitive occupants of the country more than 500 years ago and that, together with a certain number of customs, it formed the great bond which bound the Thonga clans together in past centuries.
Позже швейцарские миссионеры, такие как Анри Жюно, Генри Берту и Эрнст Крю, начали стандартизировать орфографию языка. Эти миссионеры общались с представителями народа тсонга и использовали их помощь для перевода Библии с английского и сесото на язык тсонга. Первая книга на тсонга была издана в 1883 году Берту.
Тсонга и группа других южных языков изначально назывались «Сигвамба», однако, поскольку этот термин был малоизвестен народу тсонга, язык чаще стали называть «тонга» (англ. Tonga/Thonga). Язык тсонга начал называться «кситсонга» (англ. Xitsonga) лишь с началом книгопечатания на нём; это название было официально зарегистрировано в Конституции Южно-Африканской Республики.
На протяжении всей истории народ тсонга тесно контактировал с народом зулу, из-за чего в их сегодняшнем языке присутствует большое количество заимствований из языка зулу. Большинство мужчин из народа тсонга работало на заводах и компаниях, добывающих золото и алмазы в ЮАР, из-за чего в лексике тсонга также появились заимствования из английского и языка африкаанс.

## Лингвистическая характеристика
Грамматический строй языка тсонга типичен для языков банту, то есть он агглютинативный, с развитой системой именных классов и видо-временных оппозиций.
В тсонга, как и в других языках семьи банту, у существительных имеется так называемый начальный гласный (e-), который особого значения не несёт и в современном языке постепенно перестаёт использоваться: etihomu «быки», где e- — начальный гласный, ti- — показатель множественного числа существительного, homu — «бык». Считается, что в прошлом этот гласный мог выполнять функцию артикля.

### Фонетика и фонология
Языку тсонга присущ весьма богатый консонантизм: в частности, в ряду преназализованных различаются имплозивные, звонкие, глухие и глухие придыхательные согласные. Существуют также ретрофлексные и лабиоальвеолярные согласные. Дифтонги и геминанты отсутствуют.
Пример звучания языка тсонга возможно услышать здесь. 

#### Гласные
|                | Передние   | Средние  | Задние  |
| -------------- | ---------- | -------- | ------- |
| Верхний подъём | i, ĩ, iː   |          | u, uː   |
| Средний подъём | e~ɛ, ẽ, eː | (ə̃)      | o~ɔ, oː |
| Нижний подъём  |            | a, ã, aː |         |

#### Согласные
|               |                | Губные | Губные | Губно-зубные | Зубные | Зубные | Альвеолярные | Альвеолярные | Альвеолярные | Латеральные | Латеральные | Постальвеолярные | Постальвеолярные | Велярные | Велярные | Глоттальные | Глоттальные | Глоттальные |
| прост.        | палат.         | прост. | лаб.   | Губно-зубные | прост. | лаб.   | палат.       | прост.       | лаб.         | прост.      | лаб.        | прост.           | лаб.             | прост.   | лаб.     | палат.      |             |             |
| ------------- | -------------- | ------ | ------ | ------------ | ------ | ------ | ------------ | ------------ | ------------ | ----------- | ----------- | ---------------- | ---------------- | -------- | -------- | ----------- | ----------- | ----------- |
| Щёлкающие     | глухие         |        |        |              | ǀ      |        |              |              |              |             |             |                  |                  |          |          |             |             |             |
| Щёлкающие     | придыхательные |        |        |              | ǀʰ     | ǀʰʷ    |              |              |              |             |             |                  |                  |          |          |             |             |             |
| Щёлкающие     | звонкие        |        |        |              | ᶢǀ     | ᶢǀʷ    |              |              |              |             |             |                  |                  |          |          |             |             |             |
| Взрывные      | глухие         | p      | pʲ     |              |        |        | t            | tʷ           | tʲ           | tl          | tlʷ         |                  |                  | k        | kʷ       |             |             |             |
| Взрывные      | придыхательные | pʰ     | pʰʲ    |              |        |        | tʰ           | tʰʷ          | tʰʲ          | tlʰ         | tlʰʷ        |                  |                  | kʰ       | kʰʷ      |             |             |             |
| Взрывные      | звонкие        | b      | bʲ     |              |        |        | d            | dʷ           | dʲ           | dl          | dlʷ         |                  |                  | ɡ        | ɡʷ       |             |             |             |
| Взрывные      | придыхательные | bʱ     | bʱʲ    |              |        |        | dʱ           |              |              |             |             |                  |                  | ɡʱ       | ɡʱʷ      |             |             |             |
| Носовые       | звонкие        | m      | mʲ     | (ɱ)          | (n̪)    |        | n            | nʷ           |              |             |             | ɲ                | ɲʷ               | ŋ        | ŋʷ       |             |             |             |
| Носовые       | придыхательные | mʱ     |        |              |        |        | nʱ           | nʱʷ          |              |             |             |                  |                  | ŋʱ       | ŋʱʷ      |             |             |             |
| Аффрикаты     | глухие         |        |        | p̪f           |        |        | ts           | tsʷ          |              |             |             | tʃ               | tʃʷ              |          |          |             |             |             |
| Аффрикаты     | придыхательные |        |        | p̪fʰ          |        |        | tsʰ          | tsʷʰ         |              |             |             | tʃʰ              | tʃʰʷ             |          |          |             |             |             |
| Аффрикаты     | звонкие        |        |        | b̪v           |        |        | dz           | dzʷ          |              | dɮ          |             | dʒ               | dʒʷ              |          |          |             |             |             |
| Аффрикаты     | придыхательные |        |        | b̪vʱ          |        |        | dzʱ          | dzʱʷ         |              |             |             | dʒʱ              |                  |          |          |             |             |             |
| Фрикативные   | глухие         | ɸ      |        | f            |        |        | s            | sʷ           |              | ɬ           | ɬʷ          | ʃ                | ʃʷ               | x        | xʷ       |             |             |             |
| Фрикативные   | звонкие        | β      |        | v            |        |        | z            | zʷ           |              |             |             | ʒ                |                  |          |          | ɦ           | ɦʷ          | ɦʲ          |
| Фрикативные   | придыхательные |        |        | vʱ           |        |        |              |              |              |             |             |                  |                  |          |          |             |             |             |
| Ротические    | звонкие        |        |        |              |        |        | r            | rʷ           |              |             |             |                  |                  |          |          |             |             |             |
| Ротические    | придыхательные |        |        |              |        |        | rʱ           | rʱʷ          |              |             |             |                  |                  |          |          |             |             |             |
| Аппроксиманты | звонкие        |        |        |              |        |        |              |              |              | l           | lʷ          | j                | jʷ               |          | w        |             |             |             |
| Аппроксиманты | придыхательные |        |        |              |        |        |              |              |              |             |             | jʱ               |                  |          | wʱ       |             |             |             |

#### Просодия
Слог в тсонга почти всегда кончается только на гласный звук; исключениями являются местный падеж и повелительное наклонение, при использовании которых слова могут заканчиваться на -n.
В многосложных словах ударение в тсонга всегда падает на предпоследний слог (кроме, опять же, местного падежа и повелительного падежа, при использовании которых оно передвигается на последний слог). Односложные слова могут становиться ударными, если за ними следует ещё одно односложное слово: múti wá nga «моя деревня».

### Морфология

#### Существительное
Как в других языках семьи банту, существительное в тсонга не имеет категории грамматического рода; вместо этого, все существительные разделяются на именные классы, которые маркируются приставками, отличающимися в единственном и множественном числе (всего в тсонга два числа). Именные классы играют важную роль в грамматике этого языка.
В тсонга 8 именных классов, названных по основным приставкам числа:
1. mu-va — «люди»,
2. mu-mi — «деревья»,
3. yin-tin — «животные»,
4. ri-tin — «части тела»,
5. ri-ma — «фрукты»,
6. vu-ma — «понятия»,
7. shi-swi — «инструменты»,
8. ku — «действия».

##### Первый класс — «люди»
Стандартным показателем единственного числа этого класса является приставка mu-, множественного — va-: munhu «человек» — vanhu «люди». Во многих случаях приставка единственного числа становится ñw- или n-, в то время как приставка множественного числа всегда одинакова (однако может происходить её редупликация): ñwana «ребёнок» — vana «дети». Некоторые слова этого класса имеют показатели wa- и vava- / va- для единственного и множественного числа, соответственно: wansati «женщина» — vavasati «женщины», wanhvana «девочка» — vanhvana «девочки».
Родительный падеж в этом классе выражается с помощью частиц wa и va для единственного и множественного числа, соответственно: munhu wa tiko «человек страны», vasati va hosi «жёны вождя» и т. п.

##### Второй класс — «деревья»
Хотя этот класс и называется «деревья», он включает, на самом деле, и множество других слов.
Его стандартными показателями числа являются mu- и mi-: muri «дерево» — miri «деревья», mutwa «шип» — mitwa «шипы», muti «деревня» — miti «деревни». Показатель единственного числа (в словах с основами, состоящими из нескольких слогов) часто сокращается до n- или m-: nkuwa «фиговое дерево» — mikuwa, или остаётся при образовании формы множественного числа: musi «дымка» — mimusi «дымки». В некоторых существительных этого класса, образовавшихся от глаголов с l- в начале, эта буква сохраняется после приставки mi-: landja «следовать» — nandju «долг» — milandju «долги».
Родительный падеж в этом классе выражается с помощью частиц wa и ya: muti wa tiko «деревня страны», miti ya vanhu «деревни человека».

##### Третий класс — «животные»
Этот класс, как и предыдущий, включает и некоторые очень отдалённые от животного мира существительные: yindlu «дом» — tiyindlu «дома́» (или tindlu).
Хотя его стандартными показателями числа и являются yin- и ti(n)-, полная приставка единственного числа появляется только у нескольких существительных; у большинства же она сокращается до n- или m- (перед b, p, h и f): yingwe «леопард» — tiyingwe «леопарды», nhlampfi «рыба» — tinhlampfi «рыбы», mhaka «дело» — timhaka «дела́». Некоторые слова этого класса в единственном числе начинаются на ñ- или h-: ñanga «врач» — tiñanga, homu «бык» — tihomu.
Родительный падеж в этом классе выражается с помощью частиц ya и ta: yindlu ya hosi «дом вождя», tindlu ta muti «дома деревни».

##### Четвёртый класс — «части тела»
Этот класс, по сравнению с предыдущими, является очень простым; здесь используются только стандартные показатели (ri- и tin-): ritiho «палец» — tintiho «пальцы», rishaka «вид (биологический)» — tinshaka «виды».
К этому классу, однако, также принадлежат некоторые очень отдалённые по смыслу существительные, не имеющие формы единственного или множественного числа: rirandju «любовь», ritswalu — tintswalu «милосердие», rivengo — timbengo «ненависть».
Родительный падеж в этом классе выражается с помощью частиц ra и ta: ritiho ra tatana «палец моего отца», tinshaka ta timpapa «виды крыльев».

##### Пятый класс — «фрукты»
Несмотря на название этого класса, многие относящиеся к нему слова не являются наименованиями фруктов; к нему принадлежат некоторые слова, которые, казалось бы, явно должны относиться к другим классам.
В этом классе очень немногие слова имеют приставку единственного числа ri-, однако приставка множественного числа ma- имеется у всех существительных этого класса: rito «слово» — marito «слова́» (иногда mato), moko «рука» — mavoko «ру́ки».
Родительный падеж в этом классе выражается с помощью частиц ra и ya: ribye ra ku sila «точильный камень (камень точения)».

##### Шестой класс — «понятия»
Этот класс также называют «классом жидкостей». Некоторые существительные (абстрактные понятия), относящиеся к нему, не имеют показателя множественного числа (ma-), например, vutlhari «мудрость»; некоторые не имеют показателя единственного числа (vu-): mati «вода».
Он включает также некоторые существительные, не являющиеся абстракциями: vusiku (только ед. ч.) «ночь», matimba (только мн. ч.) «сила» и др.
Родительный падеж в этом классе выражается с помощью частиц bya и ya: vurena bya nyimpi «смелость войска».

##### Седьмой класс — «инструменты»
Этот класс тоже является простым по сравнению с предыдущими, его показатели числа (shi- и swi-) никак не изменяются: shilo «вещь, предмет» — swilo «вещи, предметы», shiro «конечность» — swiro «конечности» и т. п.
Родительный падеж в этом классе выражается с помощью частиц sha и swa: shihuku sha ñwana «шляпа ребёнка», swikomo swa vasati «копья женщины».

##### Восьмой класс — «действия»
К этому классу принадлежат все глаголы в инфинитиве — в тсонга они могут быть и существительными. Класс имеет только один показатель (единственного числа) — ku — являющийся не приставкой, а частицей: ku famba «марш» / «маршировать» и т. п.
Родительный падеж в этом классе выражается с помощью частицы ka: ku hela ka ku lwa «конец битвы».

##### Падежи
Кроме родительного падежа, описанного выше, в тсонга имеется ещё несколько падежей существительного.
Агглютинативным способом, однако, выражается только один падеж — местный, выражающий все предлоги со значением перемещения и местонахождения существительных. Он образуется следующим образом:
- если слово заканчивается на -a или -e, то при помощи окончаний -en и -eni: ntjhava «гора» — ntjhaven «на горе, от горы, к горе»[39];
- если слово заканчивается на -i, то при помощи окончаний -in и -ini: ndjuti «тень» — ndjutin «в тени»[39];
- если слово заканчивается на -o, то при помощи окончаний -wen и -weni: shitiko «костёр» — shitikwen «на костре»;
- если слово заканчивается на -mo, то то при помощи окончаний -ñwen и -ñweni: milomo «рты» — miloñwen «во ртах»;
- если слово заканчивается на -bo или -wo, то то при помощи окончаний -byen и -byeni: mombo «лоб» — mombyen «на лбу»;
- если слово заканчивается на -u, то при помощи окончаний -win и -wini: mbilu «сердце» — mbilwin «в сердце»;
- если слово заканчивается на -mu, то при помощи окончаний -ñwin и -ñwini: nsimu «сад» — nsiñwin «в саду»;
- если слово заканчивается на -bu или -vu, то при помощи окончаний -byin и -byini: rumbu «кишечник» — marumbyin «в кишечнике».

Для образования дательного падежа окончание глагола в императиве a заменяется на e, ani — на eni.

#### Прилагательное
Качественные прилагательные обычно образуются с помощью родительного падежа: munhu wa matimba «сильный человек (человек силы)», risiva ra ntlhohe «белое перо (перо белого цвета)».
Другой способ образования качественных прилагательных заключается в использовании прошедшего времени непереходного глагола с окончанием -ile: Mhandje leyi yi lulamile «Этот столб прямой» (от ku lulama «быть прямым»).

##### Степени сравнения прилагательного
В тсонга не существует аффиксов для выражения степеней сравнения; самый простой способ выражения сравнительной степени — добавление частицы ka: mbyana leyi n’yikulu ka yoleyo «Эта собака большая по сравнению с той». Используются также глагол ku tlula (ku tlurisa) «превосходить»: Mbyana leyi yi leva ku tlula leyo, буквально: «Эта собака достаточно дикая, чтобы превзойти ту»; Nguvu leyi n’yinene ku tlurisa hikwato «Эта ткань достаточно хороша, чтобы превзойти все».

#### Глагол
В языке тсонга различается несколько времён глагола, а также два вида: совершенный и несовершенный. По лицам и числам глагол не спрягается.

##### Наклонение
Повелительное наклонение образуется путём отсечения частицы инфинитива ku: ku teka — teka («брать» — «возьми»), однако если глагол состоит из одного слога, в императиве добавляется суффикс na: ku ta — tana («приходить» — «приди»). Для образования повелительного наклонения множественного числа добавляется суффикс -ni к императиву в единственном числе: tana — tanani («приди» — «придите»).
В языке тсонга существуют две формы образования прохибитива: добавление слов u nga («ты не») перед глаголом и замена окончания глагола на букву i (выражает отрицание), или добавление слов u nga tshuki u перед глаголом, который в этом случае не изменяет окончания: u nga nghuni или u nga tshuki u nghena («не входи»). Первый вариант чаще используется в просторечии. Для образования прохибитива множественного числа нужно заменить u на mi: u nga nghuni — mi nga nghuni («не входи» — «не входите»).

##### Времена
Всего в тсонга 3 группы времён: настоящее, перфект и будущее. Время глагола выражается как синтетически, так и аналитически:
- ku vona «видеть» — инфинитив в настоящем, ku ta vona — инфинитив в будущем;
- ndzi vona «я вижу»;
- ndzi vonile «я увидел / я видел» (перфект);
- ndzi ta vona «я буду видеть»;
- a ndzi vona «я видел в течение какого-то времени» (прошедшее продолженное время);
- a ndzi vonile «я увидел / я видел» (плюсквамперфект);
- ndzi ta va ndzi vonile «я увижу» (будущая форма перфекта).

Морфема, выражающая настоящее время в тсонга отсутствует. Настоящее время распознаётся по контексту или в сравнении с другими временами, поэтому в настоящем времени глагол идёт сразу после подлежащего. Различаются два настоящих времени: «короткое» — когда после глагола идёт дополнение или обстоятельство, и «длинное» — когда предложение заканчивается на глаголе.
Личные местоимения в настоящем времени следующие:
| «короткое» | «длинное» | перевод |
| ---------- | --------- | ------- |
| ndzi       | ndza      | «я»     |
| u          | wa        | «ты»    |
| u, a       | wa        | «он(а)» |
| hi         | ha        | «мы»    |
| mi         | ma        | «вы»    |
| va         | va        | «они»   |

В «длинном» настоящем времени перед глаголом обязательно ставится местоимение: tatana wa ta («отец (он) приходит»).
При глагольном отрицании в настоящем времени перед подлежащим добавляется частица a, а окончание глагола изменяется на i.
Для образования прошедшего времени окончание глагола заменяется на ile. Если перед i стоит два l, то они заменяются на r: ndzi hlakurile («я прополол»). Если после глагола стоит другой член предложения, то окончание ile заменяется на e: ndzi va vonile («я их видел»), ndzi va vone tolo («я их видел вчера»).

##### Отрицание
Отрицание в тсонга выражается при помощи двух отрицательных частиц a и nga. Вторая частица используется после некоторых подчинительных союзов (loko «когда», leswaku «чтобы» и др.). Разница между этими двумя частицами заключается также в том, что a, в отличие от nga, означает полное отрицание: A ndzi ti «Я не прихожу», A ndzi nga ti «У меня нет желания прийти».

#### Местоимение

##### Личные местоимения
Личные местоимения изменяются в зависимости от времени. В настоящем времени они выглядят так:
| «короткое» | «длинное» | перевод |
| ---------- | --------- | ------- |
| ndzi       | ndza      | «я»     |
| u          | wa        | «ты»    |
| u, a       | wa        | «он(а)» |
| hi         | ha        | «мы»    |
| mi         | ma        | «вы»    |
| va         | va        | «они»   |

В винительном падеже личные местоимения изменяются следующим образом:
| В «коротком» будущем времени | В винительном падеже | Перевод |
| ---------------------------- | -------------------- | ------- |
| ndzi                         | ndzi                 | «я»     |
| u                            | ku                   | «ты»    |
| u, a                         | n’wi                 | «он(а)» |
| hi                           | hi                   | «мы»    |
| mi                           | mi                   | «вы»    |
| va                           | va                   | «они»   |

Вместо возвратных местоимений используется приставка ti, которая добавляется к глаголу.

##### Указательные местоимения
Указательные местоимения в тсонга состоят из двух частей: указательная частица le-, la- или lo- и приставка именного класса, которая может либо совпадать с приставкой существительного, либо изменяться. Указательные местоимения всегда стоят после существительного. Примеры: vanhu lava «эти мужчины», risiva leri «это перо» (приставка здесь не изменилась), muti lowu «эта деревня», miti leyi «эти деревни».
Кроме этого, каждое указательное местоимение может быть четырёх видов в зависимости от того, как далеко находится существительное и как давно оно упоминалось:
1. vanhu lava «эти мужчины (здесь)»,
2. vanhu lavo «эти мужчины (там)»,
3. vanhu lavaya «эти мужчины (далеко)»,
4. vanhu lavayane «эти мужчины, о которых мы говорили давно (или видели их давно)».

### Лексика
В лексике языка тсонга присутствуют заимствования из английского, португальского, африкаанс и зулу. Кроме того, язык взаимопонятен с языками тсва-ронга.
Заимствования и иностранные слова всегда адаптируются путём увеличения количества слогов (так как в тсонга все слова в именительном падеже заканчиваются гласными), например, англ. school — тсонга shikolo, soap — shipisi и т. п. В редких случаях слова заимствуются без изменений (чаще всего — из португальского языка): saka < порт. saca.
Ассимиляция заимствований из английского, африкаанс и португальского выражается в следующем:
- замена закрытых слогов на открытые: африк. mes — тсонга mesa, англ. doctor — тсонга dokotela;
- замена дифтонгов на монофтонги: англ. paper — тсонга phepa;
- замена согласных: англ. tent — тсонга tende, африк. plank — тсонга pulango и др.

В какой класс существительных попадает заимствованное слово, пока не до конца выяснено. Большинство заимствований не попадают в первый класс, однако есть исключения: в первый класс существительных чаще всего попадают заимствования, относящиеся к профессиям или религии: тсонга makristawu («христианин»), kuka («повар»), mutoloki («переводчик») и др. Существует также «класс-поглотитель» — 5, в который попадает большая часть заимствований. Много заимствований в единственном числе ассимилируются без добавления префикса. В класс 7 слова попадают лишь по фонетическому признаку: африк. stoel — тсонга chitulo, англ. spoon — тсонга chipuno.

#### Словообразование
Словообразование в тсонга, путём агглютинации, достаточно развито. От каждого глагола можно образовать существительные (следует помнить, что каждый глагол в инфинитиве уже сам по себе является существительным) или другие глаголы, например, ku tira «работать»:
- ku tiriwa «быть обработанным» (страдательный залог);
- ku tirela «работать над (чем-то)»;
- ku tireriva «быть обслуженным»;
- ku tirisa «осуществлять работу»;
- с помощью приставок mu- и va- и суффикса -i можно образовывать наименования деятелей: mutiri «рабочий»;
- с помощью приставок mu- и mi- можно образовывать наименования объектов действия: mutireriva «обслуженный человек»;
- с помощью приставки ma- и суффикса -ela можно образовывать наименования способов выполнения действия: matirela «рабочий способ»;
- с помощью приставок -shi и -swi можно образовывать наименования инструментов выполнения действия: shitiro «материал для работы» (с помощью которого осуществляется работа), а также наименования деятелей с упором на то, что они занимаются своим делом с успехом: shitiri «замечательный работник»[63].

Деминутив выражается добавлением к существительным суффиксов -ana и -(a)nyana: gama «орёл» — gamanyana «орлёнок / маленький орёл»; иногда также добавляется приставка shi-: shitirinyana «маленький работник».

### Синтаксис
Типология порядка слов в языке тсонга такая же, как в русском — SVO («субъект-глагол-объект»).
Если подлежащее — личное местоимение 1-го или 2-го лица, глагол «быть» может опускаться, сказуемое следует сразу после подлежащего: hi vatirhi «мы рабочие». В противном случае, глагол «быть» используется: tintshava ti sasekile «горы красивые».
Связка также опускается в конструкции с местным падежом: manana u kwihi? «где мама?».

## Википедия на языке тсонга
Существует раздел Википедии на языке тсонга («Википедия на языке тсонга»). По состоянию на 20:43 (UTC) 4 августа 2025 года раздел содержит 948 статей (общее число страниц — 4227); в нём зарегистрировано 11 662 участника, двое из них имеют статус администратора; 14 участников совершили какие-либо действия за последние 30 дней; общее число правок за время существования раздела составляет 39 604.

### На русском
- Луцков, А. Д. Именные классы и заимствования в языках банту / Виноградов, В. А. (ред.). — Москва: Аспект Пресс, 1997. — (Основы африканского языкознания. Именные категории).

### На английском
- Junod, Henri Alexande. Elementary grammar of the Thonga-Shangaan language (англ.). — Pretoria, South Africa: Shiluvane : Swiss Mission, 1907.
- Baumbach, E. J. M. Analytical Tsonga grammar (англ.). — Pretoria: University of South Africa, 1987. — (Studia originalia, 3.). — ISBN 0869814753. — ISBN 9780869814758.
- H. A. Junod. The Life of a South African Tribe (англ.). — London: Journal of the Royal African Society, 1912.
- Jacobus A du Plessis. Moods and tenses in xitsonga. — Stellenbosch: Stellenbosch University. — (Dept of African Languages). Архивировано 13 августа 2019 года.
- Mariette Ouwehand. Everyday Tsonga (англ.). — Cleveland, Transvaal: Swiss Mission in South Africa, 1965. — 119 p.
- Du Plessis, J. A., Nxumalo, N. E., Visser, M. Tsonga syntax. — Stellenbosch: University of Stellenbosch, 1995.
- Ximbani, Eric Mabaso. Issues on Xitsonga verbs. — 2004.
- 2011 Census. — Statistics South Africa, 2012. — 105 с. — ISBN 978-0-621-41388-5.